# Острова Тринидада и Тобаго
Тринидад и Тобаго располагается на многочисленных островах.

## Главные острова
- Тринидад
- Тобаго

## Острова Бокас
Находятся между Тринидадом и венесуэльским полуостровом Пария, в проливе Бокас-дель-Драгон.
- Чакачакаре
- Монос
- Уэвос
- Гаспар-Гранде
- Гаспарильо
- Парасоль-Рокс
- Каврессе

## «Пять островов»
Принятое название для группы островов в заливе Пария к западу от Порт-оф-Спейна. На самом деле их шесть:
- Каледония
- Крэйг-айленд
- Ленаган-айленд
- Нельсон-айленд
- Пеликан-айленд
- Рок-айленд

## Острова Сан-Диего
Два маленьких острова между островами Бокас и «Пятью островами».
- Кронстадт
- Каррера

## Другие возле Тринидада
- Фаралон-Рок (возле Сан-Фернандо)
- Сольдадо-Рок
- Со-д'О

## Возле Тобаго
- Литл-Тобаго
- Сент-Джилс-айленд
- Гоат-айленд
- Систерс-рок